# العلاقات الفيتنامية النيوزيلندية
العلاقات الفيتنامية النيوزيلندية هي العلاقات الثنائية التي تجمع بين فيتنام ونيوزيلندا.

## مقارنة بين البلدين
هذه مقارنة عامة ومرجعية للدولتين:
| وجه المقارنة                                              | فيتنام           | نيوزيلندا                                              |
| --------------------------------------------------------- | ---------------- | ------------------------------------------------------ |
| المساحة (كم2)                                             | 331.69 ألف       | 268.02 ألف                                             |
| عدد السكان (نسمة)                                         | 94.66 مليون      | 4.24 مليون                                             |
| الكثافة السكانية (ن./كم²)                                 | 285.39           | 15.82                                                  |
| العاصمة                                                   | هانوي            | ويلينغتون، أوكلاند                                     |
| اللغة الرسمية                                             | اللغة الفيتنامية | لغة إنجليزية، اللغة الماورية، لغة الإشارة النيوزيلندية |
| العملة                                                    | دونغ فيتنامي     | دولار نيوزيلندي، الجنيه النيوزيلندي                    |
| الناتج المحلي الإجمالي (بليون دولار)                      | 234.19 مليار     | 205.85 مليار                                           |
| الناتج المحلي الإجمالي (تعادل القوة الشرائية) بليون دولار | 553.42 مليار     |                                                        |
| الناتج المحلي الإجمالي الاسمي للفرد دولار أمريكي          | 2.48 ألف         |                                                        |
| الناتج المحلي الإجمالي للفرد دولار أمريكي                 | 5.63 ألف         |                                                        |
| مؤشر التنمية البشرية                                      | 0.666            | 0.914                                                  |
| رمز المكالمات الدولي                                      | +84              | +64                                                    |
| رمز الإنترنت                                              | .vn              | .nz                                                    |
| المنطقة الزمنية                                           | ت ع م+07:00      | ت ع م+13:00، ت ع م+12:00                               |

## منظمات دولية مشتركة
يشترك البلدان في عضوية مجموعة من المنظمات الدولية، منها:
| علم المنظمة | اسم المنظمة                                      | تاريخ انضمام فيتنام | تاريخ انضمام نيوزيلندا |
| ----------- | ------------------------------------------------ | ------------------- | ---------------------- |
|             | بنك التنمية الآسيوي                              | 1966                | 1966                   |
|             | وكالة ضمان الاستثمار متعدد الأطراف               | 5 أكتوبر 1994       | 22 أبريل 2008          |
|             | الأمم المتحدة                                    | 20 سبتمبر 1977      | 24 أكتوبر 1945         |
|             | الفريق المعني برصد الأرض                         | ?                   | ?                      |
|             | منظمة حظر الأسلحة الكيميائية                     | ?                   | ?                      |
|             | منظمة التجارة العالمية                           | 11 يناير 2007       | ?                      |
|             | منظمة الشرطة الجنائية الدولية                    | ?                   | ?                      |
|             | مؤسسة التنمية الدولية                            | 24 سبتمبر 1960      | 1 أكتوبر 1974          |
|             | يونسكو                                           | 6 يوليو 1951        | 4 نوفمبر 1946          |
|             | الاتحاد البريدي العالمي                          | ?                   | ?                      |
|             | البنك الدولي للإنشاء والتعمير                    | 21 سبتمبر 1956      | 31 أغسطس 1961          |
|             | منتدى آسيان الإقليمي ‏                            | ?                   | ?                      |
|             | المنظمة الهيدروغرافية الدولية                    | ?                   | ?                      |
|             | الاتحاد الدولي للاتصالات                         | 24 سبتمبر 1951      | 3 يونيو 1878           |
|             | مؤسسة التمويل الدولية                            | 4 أغسطس 1967        | 31 أغسطس 1961          |
|             | منتدى التعاون الاقتصادي لدول آسيا والمحيط الهادئ | 15 نوفمبر 1998      | 6 نوفمبر 1989          |

## وصلات خارجية
- موقع وزارة الخارجية الفيتنامية
- موقع وزارة الخارجية النيوزيلندية